# Laubaner SV
Der Laubaner SV war ein deutscher Fußballverein aus Lauban in der schlesischen Oberlausitz. Er wurde im Jahr 1920 gegründet und bestand bis zum Ende des Zweiten Weltkrieges. 

## Geschichte
Der Verein wurde 1920 als Fußballabteilung innerhalb des TV Lauban gegründet. 1922 erfolgte die Trennung der Fußballabteilung von den Turnern, der Verein benannte sich in VfB Lauban um und spielte ab 1922/23 in der Oberlausitzer Bezirksklasse, einer von fünf erstklassigen Ligen des südostdeutschen Fußball-Verbandes. 1927 fusionierte der VfB Lauban mit dem SC Germania 1924 Lauban zum Laubaner SV. 1930 wurde der Verein oberlausitzer Meister und nahm an der südostdeutschen Endrunde teil.
1933 verpasste der Laubaner SV die Qualifikation für die neu eingeführte Gauliga Schlesien und spielte in der zweitklassigen Bezirksliga Niederschlesien. Bereits in der ersten Saison 1933/34 musste der Verein als Letztplatzierter jedoch in die drittklassige Kreisklasse absteigen. Zur Saison 1939/40 gelang dem Verein die Rückkehr in die Bezirksliga Niederschlesien. Zur Saison 1943/44 wurden alle unterklassigen Ligen aufgelöst und sämtliche noch spielfähige Mannschaften der Gauliga Niederschlesien zugeordnet. Der Laubaner SV bildete mit anderen Vereinen in Lauban die KSG Lauban und wurde in der Staffel Görlitz Fünfter. Ein Spielbetrieb in der Saison 1944/45 ist nicht überliefert.
Nach Ende des Zweiten Weltkrieges wurde die Stadt Lauban polnisch und der Verein Laubaner SV wurde aufgelöst.

## Erfolge
- 1 × Oberlausitzer Meister: 1930